# Äquivalenzstereofonie
Äquivalenzstereofonie oder gemischte Stereofonie ist ein Aufnahmeverfahren bei der Mikrofonierung zur Lautsprecherstereofonie. Bei dieser Methode werden gleichsinnige und frequenzneutrale Interchannel-Pegeldifferenzen ∆ L und gleichzeitig die Interchannel-Laufzeitdifferenzen ∆ t in einem Hauptmikrofonsystem verwendet.
Das Wort Äquivalenz kommt hier von der gemeinsamen addierenden Wirkung von Laufzeit- und Pegelunterschied zur Auswanderung von Phantomschallquellen aus der Lautsprechermitte. Die erzeugten Schalldruckunterschiede (Pegeldifferenzen) folgen dem Abstandsgesetz mit 1/r.

## Mikrofone/Mikrofonierung
Üblicherweise werden zwei Kleinmembran-Kondensatormikrofone mit Nierencharakteristik (selten auch mit anderen Richtcharakteristiken) in einer Ebene verwendet. Die Mikrofonierungen unterscheiden sich im Achsenwinkel der beiden Mikrofone zueinander sowie dem horizontalen Abstand ihrer Kapseln, der Mikrofonbasis. Der daraus resultierende Aufnahmebereich = Aufnahmewinkel ist i. d. R. kleiner als der Achsenwinkel (Ausnahme: EBS-Mikrofonierung: beide Winkel sind gleich) und ergibt sich rechnerisch aus der gesamten Anordnung.
Dabei erzeugt der Achsenwinkel durch die Richtcharakteristik Pegelunterschiede, die eine klare Lokalisation der Phantomschallquellen auf der Stereobasis der Lautsprecher ermöglichen. Zusätzlich erzeugt die Mikrofonbasis Laufzeitunterschiede, die einen guten Raumeindruck erzeugen. Je nach eingesetzter Mikrofonierung ergeben sich unterschiedliche Verhältnisse zwischen Lokalisationsschärfe und Räumlichkeitsempfindung.
Bekannte Mikrofonierungen der Äquivalenzstereofonie:
| Bezeichnung | Namensgeber                                                           | Mikrofonbasis | Achsenwinkel | Aufnahmewinkel | Pegelanteil % | Laufzeitanteil % | Besonderheit                  |
| ----------- | --------------------------------------------------------------------- | ------------- | ------------ | -------------- | ------------- | ---------------- | ----------------------------- |
| ORTF        | Office de Radiodiffusion Télévision Française, Französischer Rundfunk | 17 cm         | 110°         | 96°            | 60,6          | 39,4             |                               |
| NOS         | Nederlandse Omroep Stichting, Niederländischer Rundfunk               | 30 cm         | 90°          | 81°            | 42,3          | 57,6             |                               |
| EBS         | Eberhard Sengpiel                                                     | 25 cm         | 90°          | 90°            | 46,8          | 53,1             | Aufnahmewinkel = Achsenwinkel |
| RAI         | Radio Italia, Italienischer Rundfunk                                  | 21 cm         | 100°         | 93°            | 53,4          | 46,6             |                               |
| DIN         | Deutscher Industrie-Normenausschuss                                   | 20 cm         | 90°          | 101°           | 52,6          | 47,3             |                               |
| LTE         | „level/time equality“, Markus Brückner                                | 22 cm         | 90°          | 96°            | 50            | 50               | Pegelanteil = Laufzeitanteil  |

## Kraglund-Anordnung
Ein Sonderfall der Äquivalenzstereofonie ist die Kraglund-Anordnung: In der Mitte eines AB-Mikrofonpaars für reine Laufzeitstereofonie wird zusätzlich ein XY-Mikrofonpaar für reine Intensitätsstereofonie montiert. Die beiden Stereosignale werden entweder einem Vierkanal-Aufnahmegerät oder einem Mischpult zugeführt und können entweder bei der Aufnahme oder bei der Nachbearbeitung in beliebigem Verhältnis gemischt werden. Diese Form der Mikrofonierung eignet sich für Situationen, wo die akustischen Verhältnisse des Aufnahmeortes unbekannt oder unübersichtlich sind und die „klassischen“ Mikrofonierungen nicht zu einem gewünschten Ergebnis führen.

## Unterschiede
Das Wort Lautsprecherstereofonie dient zur Unterscheidung gegenüber der Kopfhörerstereofonie, zu der eine Kunstkopfmikrofonanordnung zur Aufnahme und Kopfhörer zur Wiedergabe gehören. Die früheren unklaren Bezeichnungen von raumbezogener und kopfbezogener Stereofonie sollten vermieden werden, weil letztendlich immer der Kopf mit den Ohren zum Hören benötigt wird, sie also „kopfbezogen ist“.
Zur Theorie der Äquivalenzstereofonie, insbesondere der Erzeugung der Lautsprechersignale und auch zum Aufnahmebereich dieses Hauptmikrofonsystems, siehe bei den Weblinks dieses Artikels. Das Verwenden dieser Signaldifferenzen wird mit Äquivalenz bezeichnet.
Eine Tonaufnahme mit einem Hauptmikrofonsystem wird häufig durch Stützmikrofone und Raummikrofone ergänzt.